# Datar Lebar (Taba Penanjung)
Datar Lebar is een bestuurslaag in het regentschap Bengkulu Tengah van de provincie Bengkulu, Indonesië. Datar Lebar telt 406 inwoners (volkstelling 2010).